# Çaltıkoru-Talsperre
Die Çaltıkoru-Talsperre (türkisch Çaltıkoru Barajı) befindet sich am İlyas Çayı im Einzugsgebiet des Bakırçay in der westtürkischen Provinz İzmir.
Die Çaltıkoru-Talsperre wurde in den Jahren 1996–2011 nordöstlich der namensgebenden Ortschaft Çaltıkoru und 20 km nordöstlich von Bergama errichtet.
Die benachbarte Yortanlı-Talsperre befindet sich in einer Entfernung von einem Kilometer. Die Abflüsse der beiden Talsperren vereinigen sich unterhalb des Yortanlı-Staudamms.
Die Çaltıkoru-Talsperre wurde zu Bewässerungszwecken gebaut und ist für eine Fläche von 4251 ha ausgelegt.
Das Absperrbauwerk ist eine Gewichtsstaumauer aus Walzbeton (RCC-Damm).
Die Staumauer hat eine Höhe von 76 m über Gründungssohle und 61 m über Talsohle.
Sie besitzt ein Volumen von 800.000 m³.
Der 1,9 km² große Stausee besitzt ein Speichervolumen von 41,6 Mio. m³.